# Coltello Bowie
Il Bowie è un coltello pesante statunitense. La nomenclatura deriva da Jim Bowie, pioniere e soldato negli USA del XVIII secolo che usava questa arma e che fu ucciso nella battaglia di Alamo. Era un utensile molto diffuso, grazie ai suoi meriti di affidabilità e utilità, non solo tra pionieri ed esploratori, ma anche tra i membri dell'esercito americano del XVIII e XIX secolo.

## Storia

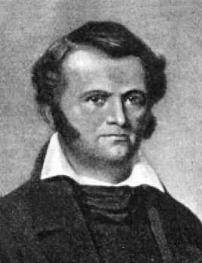
Jim Bowie (1796-1836).

La fama di fiero combattente di Jim Bowie (1796-1836) ed il mito del suo formidabile coltello da caccia nacquero nel 1827 a seguito della rissa, passata alla storia come la Sandbar Fight, che vide Bowie uscire malconcio vincitore dagli assalti di uomini armati di coltello e stocco nei pressi di Natchez, in Mississippi.
Tre anni dopo la rissa di Natchez (1830), Jim Bowie commissionò ad un armaiolo dell'Arkansas, James Black (1800-1872), la realizzazione di un coltello su suo preciso disegno, codificando il modello del Bowie Knife vero e proprio. È quasi certo, infatti, che al tempo dei fatti di Natchez Jim Bowie fosse armato di un coltello diverso, forse realizzato su disegno del fratello Rezin Bowie, forse commissionato sempre da Jim.
L'armaiolo Black realizzò per Bowie il coltello richiesto, ma propose all'avventuriero anche un secondo prodotto: un'arma basata sempre sul modello di Bowie ma presentante un contro-taglio affilato e ricurvo in prossimità della punta. Fu questa seconda arma ad essere scelta da Bowie ed a divenire il prototipo del Bowie Knife poi passato ai posteri.
Bowie, ora armato del coltello fornito da Black, si portò in Texas e venne coinvolto in un altro scontro all'arma bianca, uccidendo tre sicari che erano stati ingaggiati per ucciderlo. Conseguentemente allo scontro, la fama di Bowie e del suo coltello crebbero ulteriormente. Jim Bowie morì cinque anni dopo nella Battaglia di Alamo ed assurse al rango di eroe nazionale texano.
Del suo coltello si persero le tracce sino a che l'Historic Arkansas Museum acquistò da un collezionista texano un coltello recante l'incisione "Bowie No. 1" che le analisi scientifiche concorsero ad attribuire alla manifattura dell'armaiolo Black.

## Costruzione e descrizione
Il Bowie Knife viene spesso confuso con l'Arkansas toothpick, un tipo di daga in uso alle forze di fanteria degli Stati Confederati durante la Guerra civile americana, e con lo Sheffield Knife di produzione inglese. Il coltello è robusto, ha una lama spessa e larga che in alcuni esemplari supera i 20 cm, ma può essere più corta. L'impugnatura è quasi sempre in corno, composto da due guancette laterali. L'arma è utile per molti usi, come coltello da caccia, per scuoiare e squartare l'animale, come coltello per tranciare rami sottili o corde, e come coltello da battaglia, ruolo per cui è ben costruito. Tra le caratteristiche principali si possono notare:
- la foggia della lama: in acciaio robusto, massiccia e monofilare, presenta sul dorso non tagliente un contro-taglio ricurvo, molto pronunciato, che, nell'insieme, dà alla punta del coltello una forma ad uncino. In prossimità della guardia, la lama presenta un ricasso più o meno accentuato, ben visibile;
- l'impugnatura, ad una mano, ha sviluppato, nel corso dei decenni, le forme più svariate. I modelli arcaici avevano spesso una piccola guardia a crociera ed un pomolo abbastanza pronunciato;
- il fodero era solitamente realizzato in cuoio e tale è rimasto nei più costosi esemplari moderni. La maggior parte dei Coltelli Bowie prodotti oggi hanno invece fodero in fibra sintetica.

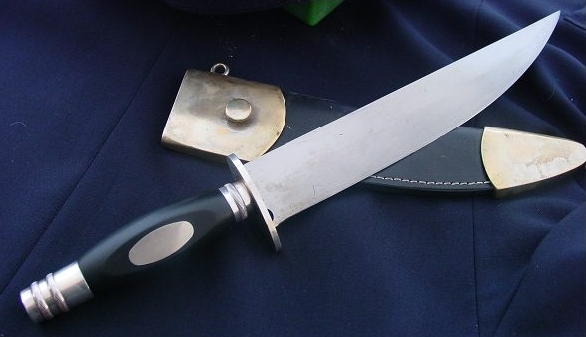
Coltello Bowie Mod. Rezin Bowie, la versione più "arcaica" del Bowie Knife
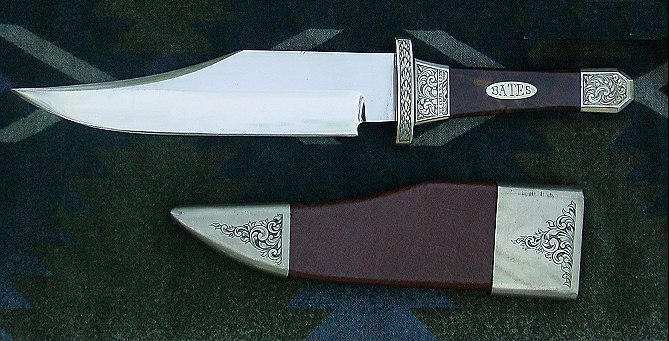
Bowie Knife con "Lama Black"
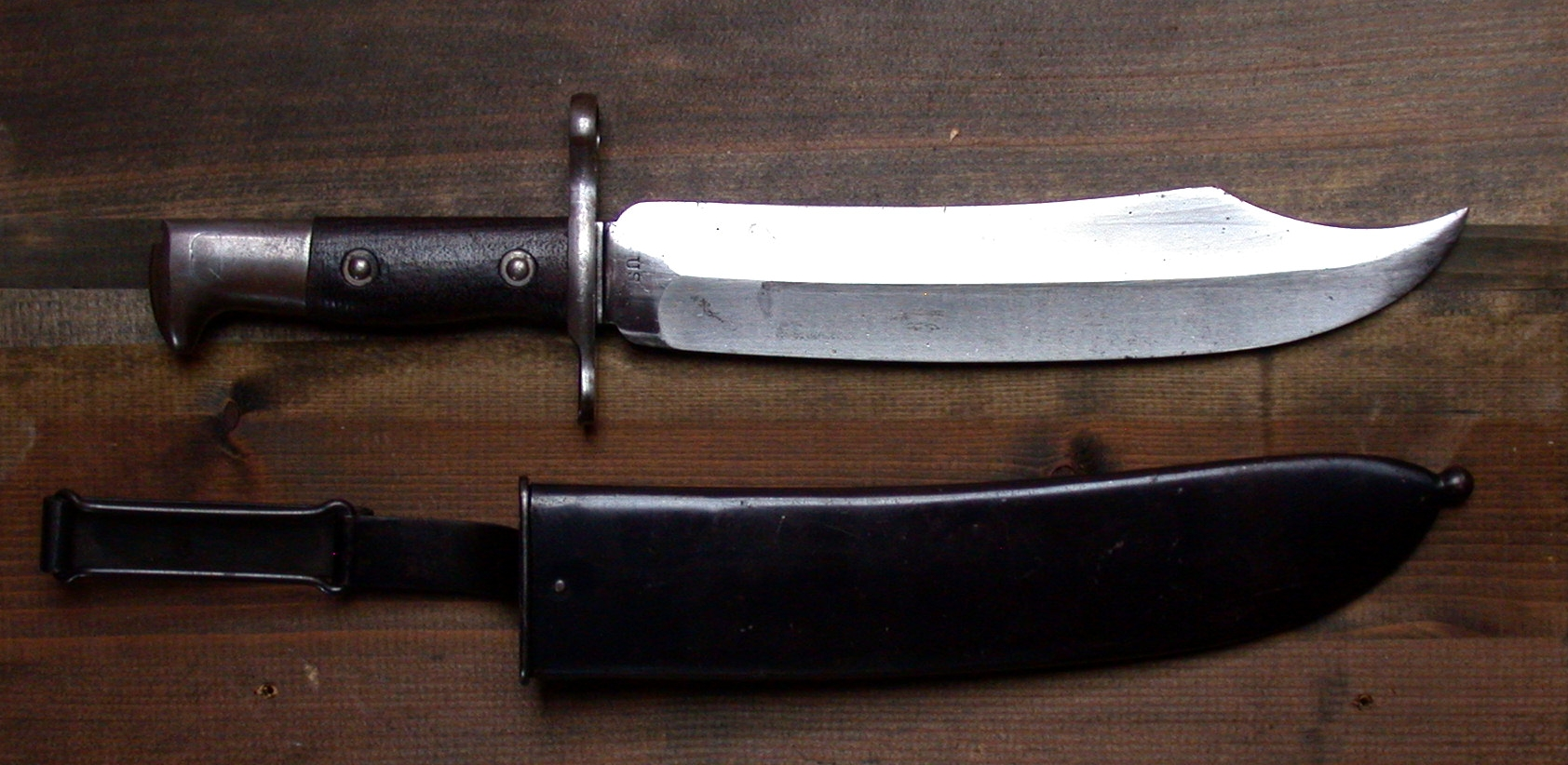
Baionetta Krag Bolo del 1900
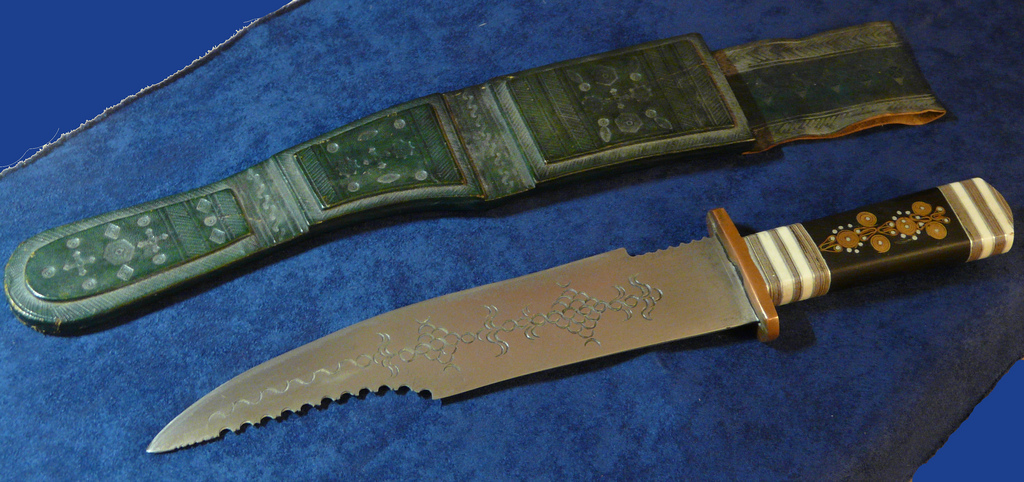
Coltello dei Tuareg con foggia Bowie.
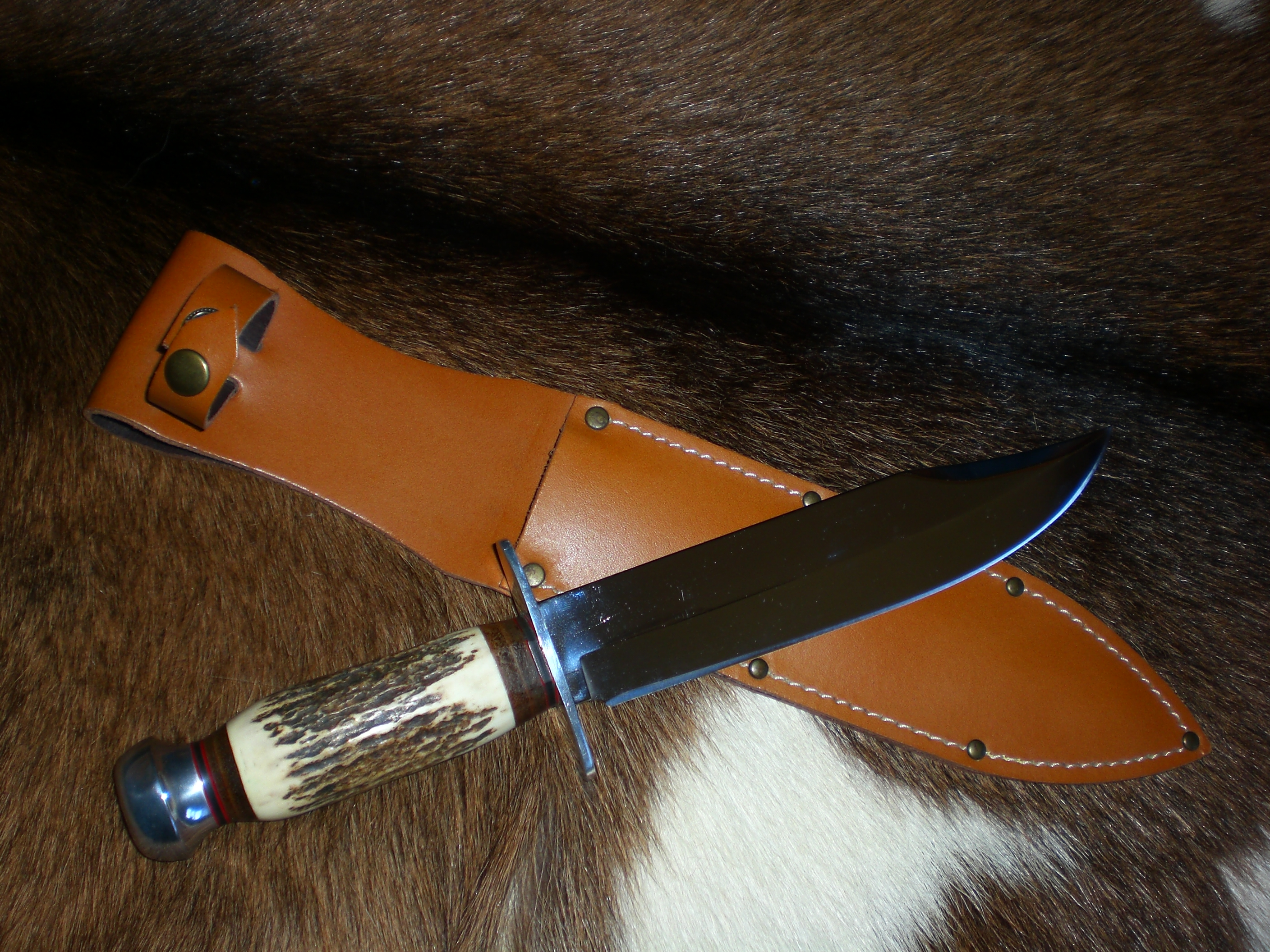
Moderno coltello Bowie con manico in corno di cervo e dischi di cuoio pressato